# Tsanko Arnaudov
Tsanko Rosenov Arnaudov MM (Gotse Delchev, Bulgária, 14 de março de 1992) é um atleta português especialista no lançamento do peso. Atualmente representa o Sport Clube União Torreense. Detém o recorde português no lançamento do peso masculino com 21,56 metros.

## Carreira
É filho de imigrantes búlgaros e vive em Portugal desde os doze anos de idade, tendo obtido a nacionalidade portuguesa a 2 de julho de 2010 (aos dezoito anos de idade). Representou Portugal pela primeira vez nos Campeonatos da Europa de Atletismo em 2011 e nos Campeonatos da Europa de Atletismo Sub-23, em 2013, na modalidade lançamento do peso, mas nas duas vezes acabou eliminado na ronda de qualificação. Em 2014, quebrou o recorde português sub-23 com um lançamento de 18,80 metros.
Os seus resultados evoluíram rapidamente em 2015. Quebrou o recorde dos 20 metros a 17 de maio em Lisboa e passou a quebrar o recorde dos 21 metros durante a sua tentativa seguinte na mesma competição; o seu resultado de 21,06 metros quebrou o recorde português de 21,02 metros de Marco Fortes, que havia realizado em 2012. Quebrou novamente o recorde dos 20 metros nas duas seguintes competições, vencendo a Taça dos Clubes Campeões Europeus e ficando na segunda posição nos Fanny Blankers-Koen Games, atrás de Jakub Szyszkowski. Fez a sua estreia na Liga de Diamante, no meeting Herculis em Fontvieille, no Mónaco a 17 de julho, mas ficou na última posição, com um total de 19,45 metros. Ganhou o seu primeiro título no Campeonato Português de Atletismo ao Ar Livre, vencendo Marco Fortes com 19,79 metros.
Representou Portugal no Campeonato Mundial de Atletismo de 2015 em Pequim. A 10 de julho de 2016, ganhou a medalha de bronze com 20,59 metros nos Campeonatos da Europa de Atletismo de 2016, realizados em Amesterdão, sendo a primeira medalha de Portugal no lançamento do peso. No mesmo dia, foi agraciado com a Medalha da Ordem do Mérito, insígnia que lhe foi entregue três dias depois, a 13 de julho.
Competiu na prova do lançamento do peso, tendo representado Portugal nos Jogos Olímpicos de Verão de 2016, realizados no Rio de Janeiro, Brasil.